# 張漢裕

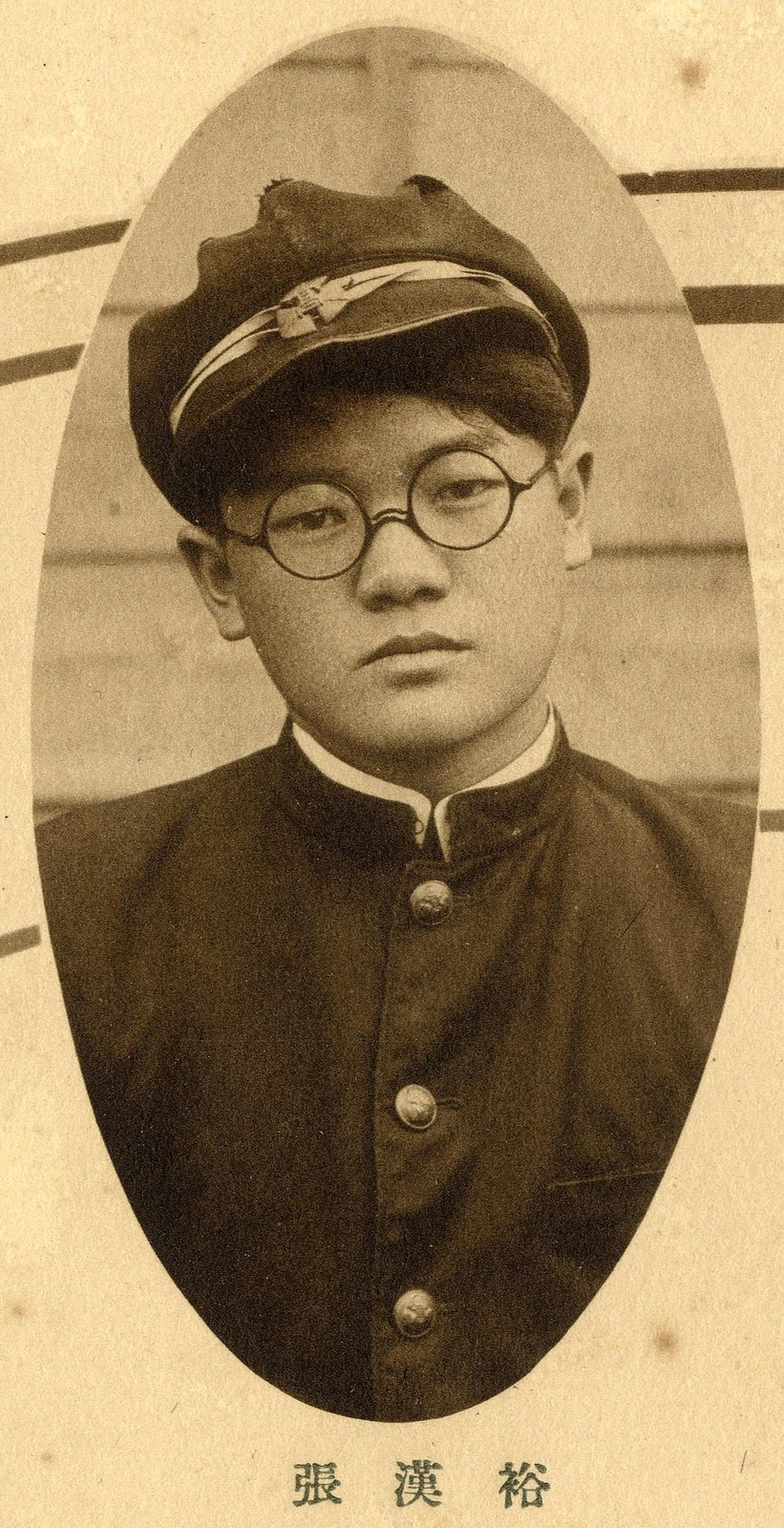
張漢裕肖像

張漢裕（1913年—1998年），基督徒，台灣經濟學家、翻譯者。台灣台中東勢人，矢內原忠雄學生。他是蔡培火女婿，妻蔡淑姈。

## 簡歷
東勢公學校卒業，在台中一中讀書時跳級考入台北高等學校，台北高等學校得業士（1934年）、東京帝國大學經濟學部學士（1937年）、東京大學經濟學博士（1947年）。
是史上第1個得東大經濟學博士學位的台灣人。
歷任東京帝國大學經濟學部助手（1940年到1943年）、東洋文化研究所副研究員（1943年到1946年），國立臺灣大學經濟學系副教授（1946年到1948年）、教授（1948年到1978年）。
1956年到1966年做台大經濟學系主任兼研究所所長10年。
著書有《英國重商主義》（岩波書店）、《西洋經濟發展史》、《經濟發展與農村經濟》、《日本企業經營之研究》、《經濟發展與所得分配》等。
譯書有马克斯·韦伯《基督新教的倫理與資本主義的精神》、矢內原忠雄《基督教入門》與《產業革命》、《國富論》、《中國的土地與勞力》、《企業經營演習》等。
主編《蔡培火全集》。